# Ferdinand Vach
Ferdinand Vach (* 25. Februar 1860 in Jažlovice bei Říčany, Böhmen; † 16. Februar 1939 in Brünn) war tschechischer Musiker.

## Leben
1871–1873 nahm er an einer Ausbildung als Alt-Sänger in Prag teil, besuchte von 1873 bis 1876 die Bürgerschule in Wlaschim und bis 1885 die Organistenschule in Prag. 1877/78 unterrichtete er in Lešany und bis 1880 in Netvořice. Es folgte eine Anstellung am Musikinstitut J. Jandovský in Prag. 1886–1895 und 1899–1905 wirkte er als Direktor der Musikschule Moravan in Kremsier, dazwischen 1886 als Direktor des Kirchenchores in Olmütz und als Gesangslehrer an Gymnasien. 1907–1909 und 1918/19 lehrte er Orgelspiel in Brünn, danach bis 1925 als Dozent am dortigen Lehrerinstitut. Er bereiste mit seinen Chören Europa und gab gefeierte Konzerte 1925 in Frankreich, 1927 in Deutschland, 1928 in Jugoslawien, 1929 in Österreich, 1931 In Polen und Litauen und schließlich 1932 in Spanien und Portugal. Seine größten Erfolge als Chormeister hatte er in Weißkirchen im Banat. 

## Ehrungen

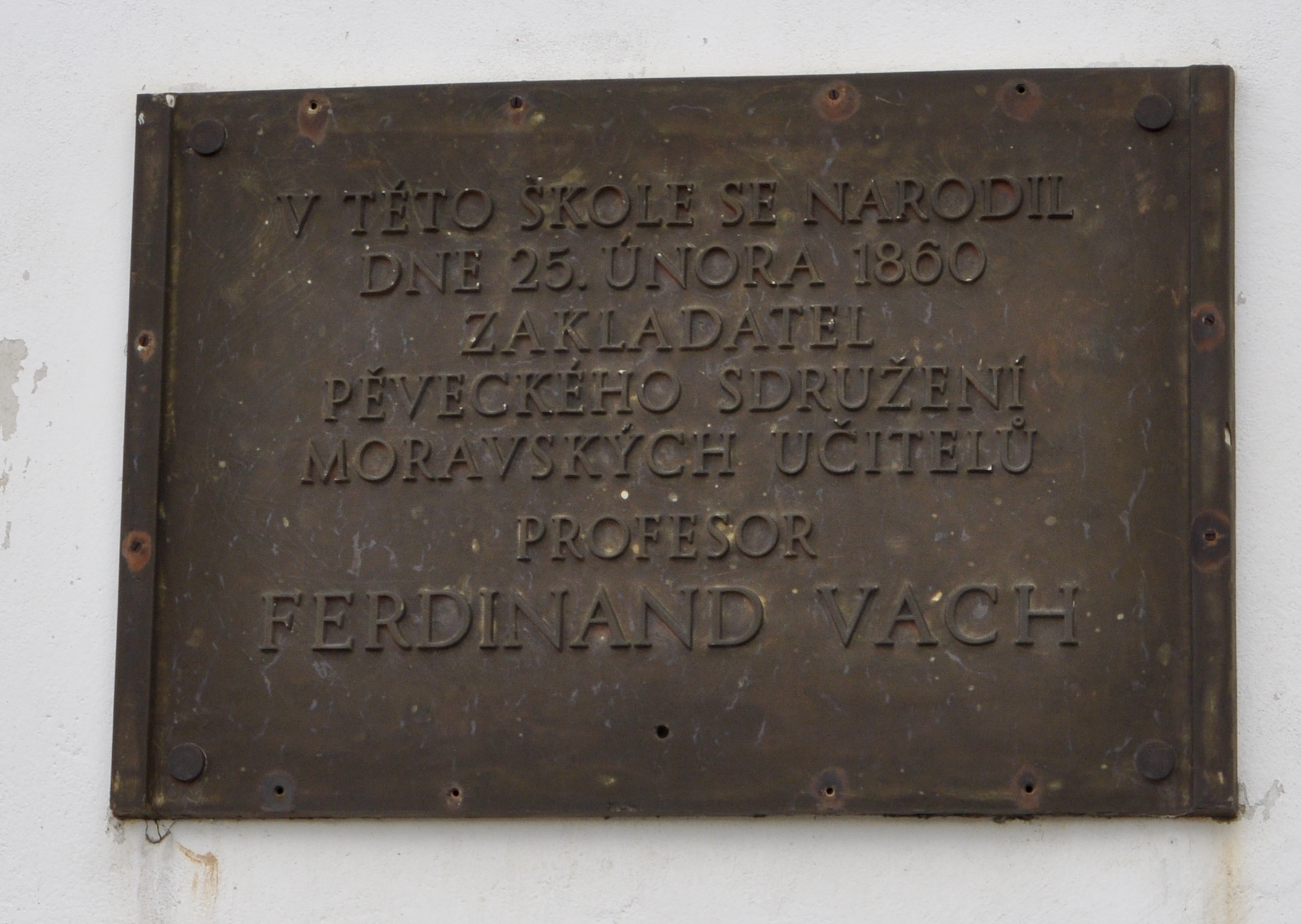
Gedenkstafel für Ferdinand Vach in Jažlovice

1923 schlug man Vach zum Ritter des Ordens der Krone von Italien. Karls-Universität Prag ernannte Vach 1930 zum Ehrendoktor der Philosophischen Fakultät.